# Aigremont, Yonne
Aigremont är en kommun i departementet Yonne i regionen Bourgogne-Franche-Comté i norra Frankrike. Kommunen ligger i kantonen Chablis som tillhör arrondissementet Auxerre. År 2022 hade Aigremont 71 invånare.

## Befolkningsutveckling
Antalet invånare i kommunen Aigremont
| Referens: INSEE |